# 菲利普·菲利普斯
菲利普·菲利普斯（英語：Phillip Phillips，1990年9月20日—），是一位来自美国佐治亚州利斯堡的歌手暨唱作人，于2012年5月23日获得美国偶像第11季冠军。他夺冠之后发行的夺冠单曲《家》（Home）成为美国偶像历史上最畅销的一支夺冠单曲。他的个人首张录音室专辑《从月亮看世界》（The World from the Side of the Moon）于2012年11月19日发行。

## 早年生活
菲利普斯出生在佐治亚州奥尔巴尼，父母是Phillip LaDon "Donnie" Phillips, Sr.和Sheryl Phillips。12岁时搬家到了佐治亚州利斯堡居住。.他在萨瑟和利斯堡长大，就读于李县高中。他毕业于奥尔巴尼理工学院的工业技术专业，但因为参加美国偶像而错过了毕业典礼。在参加美国偶像之前，他在家里开的当铺工作。
菲利普斯14岁开始演奏音乐。当时他师从于自己的姐夫，也是认识很久的朋友本杰明·尼尔。后来他表示，是尼尔激起了他在音乐方面的兴趣。2009年，他和尼尔以及另一个姐夫陶德·尤瑞克组建了“菲利普·菲利普斯乐队”，并在当地的一些活动中演出。2010年，他在当地的一个歌唱比赛“奥尔巴尼之星”中获胜。菲利普斯说他最爱的歌手是强尼蓝，其他最爱的歌手还包括约翰·巴特勒、戴夫·马修斯和戴米恩·莱斯，他还喜欢蒙福之子樂團和工具乐队。他形容自己的音乐为“爵士和另类摇滚之声”。
在参加美国偶像之前，他还曾参加了美国达人的海选，但是未能进入决赛。

## 美国偶像

### 概况
菲利普斯在佐治亚州萨凡纳参加海选。海选时，他演唱了史提夫·汪达的歌曲《迷信》（Superstition）。评委要求他用吉他再表演一首歌曲，他表演了迈克尔·杰克逊的《颤栗》（Thriller）。他成功晋级好莱坞赛，随后又晋级拉斯维加斯赛。
2012年2月23日，菲利普斯被选入半决赛，成为25强选手之一，随后由观众投票进入13强。他的舞台风格被拿来与戴夫·马修斯相比较，而他也在比赛中翻唱了马修斯的一首歌《The Stone》。当戴夫·马修斯被问到菲利普斯对他的风格的演绎时，他表示：“他（指菲利普斯）更有力量，我不介意这点。”马修斯还表示：“他理应做得比我更出色，这样我可能就可以退休让他接管我的乐队了。”
在13强表演夜结束后，菲利普斯因疑似肾结石被送往医院。他在美国偶像期间进行了8次手术，且曾一度因病痛考虑过退赛。
在三强表演中，菲利普斯演唱了巴布·席格的《We've Got Tonight》。他是唯一一个在整个比赛中没有进入过淘汰危险区的选手。决赛中，菲利普斯战胜杰西卡·桑切斯获得冠军。他在表演结束后发行的夺冠单曲《家》（Home），成为了美国偶像历史上单周数字销量最高的夺冠单曲。
| 美国偶像第11季表演歌曲及结果 | 美国偶像第11季表演歌曲及结果 | 美国偶像第11季表演歌曲及结果                                                                  | 美国偶像第11季表演歌曲及结果 | 美国偶像第11季表演歌曲及结果 | 美国偶像第11季表演歌曲及结果 |
| 周                           | 主题                         | 歌曲                                                                                          | 原唱                         | 排名                         | 结果                         |
| ---------------------------- | ---------------------------- | --------------------------------------------------------------------------------------------- | ---------------------------- | ---------------------------- | ---------------------------- |
| 海选                         | 参赛者自选                   | "Superstition"                                                                                | 史提夫·汪达                  | N/A                          | 晋级                         |
| 海选                         | 参赛者自选                   | "Thriller"                                                                                    | 迈克尔·杰克逊                | N/A                          | 晋级                         |
| 好莱坞第1周                  | 第一次独唱                   | "Papa's Got a Brand New Bag"                                                                  | 詹姆斯·布朗                  | N/A                          | 晋级                         |
| 好莱坞第2周                  | 团队表演                     | "Broken Strings" （与Heejun Han, Richie Law和Jairon Jackson合作）                             | 詹姆斯·莫里森与妮莉·费塔朵   | N/A                          | 晋级                         |
| 好莱坞第3周                  | 第二次独唱                   | "Wicked Game"                                                                                 | 克里斯·艾塞克                | N/A                          | 晋级                         |
| 拉斯维加斯周                 | 1950年代歌曲 团队表演        | "I Only Have Eyes for You" （与Neco Starr, Jairon Jackson和Heejun Han合作）                   | 迪克·鲍威尔和鲁比·基勒       | N/A                          | 晋级                         |
| 最终决选                     | 最终独唱                     | "Nice & Slow"                                                                                 | 亚瑟小子                     | N/A                          | 晋级                         |
| 25强                         | 个人选择                     | "In the Air Tonight"                                                                          | 菲尔·柯林斯                  | 9                            | 晋级                         |
| 13强                         | 史提夫·汪达                  | "Superstition"                                                                                | 史提夫·汪达                  | 13                           | 安全晋级                     |
| 11强                         | 他们出生的那一年             | "Hard to Handle"                                                                              | 奧蒂斯·雷丁                  | 1                            | 安全晋级                     |
| 10强                         | 比利·乔尔                    | "Movin' Out (Anthony's Song)"                                                                 | 比利·乔尔                    | 6                            | 安全晋级                     |
| 9强                          | 他们的个人偶像               | 三重唱 "Landslide" / "Edge of Seventeen" / "Don't Stop" （与Colton Dixon和Elise Testone合作） | 佛利伍麦克 / 史蒂薇·尼克斯   | 3                            | 安全晋级                     |
| 9强                          | 他们的个人偶像               | 独唱 "Still Rainin'"                                                                          | 强尼蓝                       | 9                            | 安全晋级                     |
| 8强                          | 1980年代歌曲                 | Solo "That's All"                                                                             | 創世紀樂團                   | 4                            | 安全晋级                     |
| 8强                          | 1980年代歌曲                 | 二重唱 "Stop Draggin' My Heart Around" （与Elise Testone合作）                                | 史蒂薇·尼克斯、汤姆·佩蒂     | 8                            | 安全晋级                     |
| 7强                          | 2010年代歌曲                 | 二重唱 "Somebody That I Used to Know" （与Elise Testone合作）                                 | 高堤耶 feat. Kimbra          | 3                            | 安全晋级                     |
| 7强                          | 2010年代歌曲                 | 独唱 "Give a Little More"                                                                     | 魔力红                       | 8                            | 安全晋级                     |
| 7强1                         | 此时彼刻的歌曲               | "U Got It Bad"                                                                                | 亚瑟小子                     | 4                            | 安全晋级                     |
| 7强1                         | 此时彼刻的歌曲               | "In the Midnight Hour"                                                                        | 威尔逊·皮科特                | 11                           | 安全晋级                     |
| 6强                          | 皇后乐队                     | "Fat Bottomed Girls"                                                                          | 皇后乐队                     | 5                            | 安全晋级                     |
| 6强                          | 参赛者自选                   | "The Stone"                                                                                   | 戴夫·马修斯                  | 11                           | 安全晋级                     |
| 5强                          | 1960年代歌曲                 | 独唱 "The Letter"                                                                             | The Box Tops                 | 2                            | 安全晋级                     |
| 5强                          | 1960年代歌曲                 | 二重唱 "You've Lost That Lovin' Feelin'" （与Joshua Ledet合作）                               | 正义兄弟合唱团               | 4                            | 安全晋级                     |
| 5强                          | 英国流行音乐                 | "Time of the Season"                                                                          | The Zombies                  | 8                            | 安全晋级                     |
| 4强                          | 加州梦                       | 独唱 "Have You Ever Seen the Rain?"                                                           | 克里登斯清水复兴合唱团       | 1                            | 安全晋级                     |
| 4强                          | 加州梦                       | 二重唱 "This Love" （与Joshua Ledet合作）                                                     | 魔力红                       | 5                            | 安全晋级                     |
| 4强                          | 加州梦                       | 四重唱 "Waiting for a Girl Like You" （与Hollie Cavanagh, Joshua Ledet和Jessica Sanchez合作） | 外国佬                       | 7                            | 安全晋级                     |
| 4强                          | 他们梦想写出的歌             | "Volcano"                                                                                     | 戴米恩·莱斯                  | 8                            | 安全晋级                     |
| 3强                          | 评委选曲                     | "Beggin'"                                                                                     | 四季乐队                     | 3                            | 安全晋级                     |
| 3强                          | 参赛者自选                   | "Disease"                                                                                     | 火柴盒二十                   | 6                            | 安全晋级                     |
| 3强                          | 导师Jimmy Iovine选曲         | "We've Got Tonight"                                                                           | 鲍勃·西格                    | 9                            | 安全晋级                     |
| 决赛                         | 制作人Simon Fuller选曲       | "Stand by Me"                                                                                 | 本·E·金                      | 2                            | 冠军                         |
| 决赛                         | 最爱的表演                   | "Movin' Out (Anthony's Song)"                                                                 | 比利·乔尔                    | 4                            | 冠军                         |
| 决赛                         | 夺冠单曲                     | "Home"                                                                                        | 菲利普·菲利普斯              | 6                            | 冠军                         |

- ^Note 1  由于评委挽救了杰西卡·桑切斯，7强在这一周维持不变。

## 音乐事业

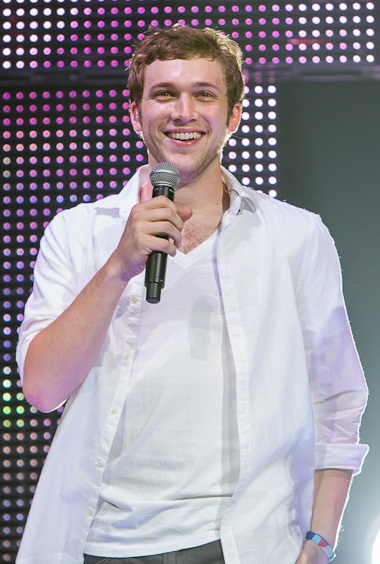
2012年7月，菲利普斯在“美国偶像现场巡演”西雅图站

在获得美国偶像冠军之后，菲利普斯与当季的十强选手一同参加了在7月到9月举行的“美国偶像现场巡演”。他在2012年10月24日举行的2012年世界大賽开幕战上演唱美国国歌。11月15日，他与史泰登岛的PS22合唱团一起举办演唱会，以筹款帮助受颶風桑迪影响的灾区。2012年12月6日，他还在美国国家圣诞树点亮仪式上表演。
菲利普斯的夺冠单曲《家》，在美国销量超过4百万，获得了巨大成功。还被用于NBC的奥运会报道、一系列不同的广告、电影预告片和电视节目中。

### 2012：《从月亮看世界》
2012年10月15日 ，Interscope宣布菲利普斯的首张个人专辑《从月亮看世界》（将于11月19日发行。这张专辑由Gregg Wattenberg制作，他也和菲利普斯一同写出了这张专辑的大部分歌曲2012年11月6日，《我们的开始》（Where We Came From）作为专辑预售赠送的免费下载单曲正式发售。专辑首周销量为16.9万，在公告牌二百强专辑榜上排名第4。这张专辑在2013年1月被美国唱片业协会认证为金唱片。
2013年1月29日期，菲利普斯作为火柴盒二十的开场嘉宾参与了他们的北美巡演。2013年7月6日到10月5日，他将作为约翰·梅尔的“Born and Raised 世界巡演”开场嘉宾。9月21日，他还将在里约热内卢的国际音乐节“里约摇滚音乐节”和约翰·梅尔与布鲁斯·斯普林斯廷同一天表演。
《离开》（Gone, Gone, Gone）作为专辑的单曲于2013年2月11日发行。3月14日菲利普斯在美国偶像第12季的舞台上表演了这首歌曲。这支单曲也被用作美国偶像第12季的“送别歌曲”，在每周决赛选手被淘汰时作为背景音乐播放。

## 个人生活
他患有先天性的肾病，会产生无法排出的大体积结石。在美国偶像结束后，他立即进行手术排出结石并重建肾功能。他现在正在与护理系学生Hannah Blackwell约会。他们是2010年在一家妇女儿童避难所做志愿工作时认识的。他还是一个虔诚的基督教徒。

## 音乐作品

### 专辑
- 《从月亮看世界》（The World from the Side of the Moon）（2012）

## 获得奖项及提名
| 年份 | 奖项                    | 类别                 | 作品             | 结果 |
| ---- | ----------------------- | -------------------- | ---------------- | ---- |
| 2012 | 青少年选择奖            | 音乐选择奖：情歌     | 《家》           | 提名 |
| 2012 | 青少年选择奖            | 音乐选择奖：突破艺人 | 本人             | 提名 |
| 2013 | 世界音乐奖              | 世界最佳歌曲         | 《家》           | 提名 |
| 2013 | 世界音乐奖              | 世界最佳男艺人       | 本人             | 提名 |
| 2013 | 公告牌音乐奖            | 最佳摇滚歌曲         | 《家》           | 提名 |
| 2013 | 公告牌音乐奖            | 最佳摇滚专辑         | 《从月亮看世界》 | 提名 |
| 2013 | 青少年选择奖            | 音乐选择奖：男艺人   | 本人             | 提名 |
| 2013 | MuchMusic音乐录影带大奖 | 年度录影带：国际艺人 | 《家》           | 提名 |
| 2014 | BMI流行音乐奖           | 最佳作曲作詞家       | 《烈火》         | 獲獎 |